# Cistercensi bernardine d'Esquermes
Le Cistercensi bernardine d'Esquermes (in latino Ordo monialium cisterciensium bernardinarum de Esquermes) sono una congregazione monastica di diritto pontificio.

## Storia
L'ordine fu fondato nel 1799 a Esquermes da tre religiose cistercensi che erano state costrette ad abbandonare il monastero e a rifugiarsi all'estero a causa della Rivoluzione francese: Françoise-Thérèse (Ippolita) Le Couvreur, già monaca a Notre-Dame des Prés; Angélique-Joseph (Ombelina) Le Couvreur, sorella della precedente, già monaca a Notre-Dame d'Annay; Marie-Alexandrine (Giacinta) Dewismes, già monaca a Woestine.
Terminato il periodo rivoluzionario, nel 1798 le tre aprirono un pensionato a Douai e l'anno successivo lo trasferirono a Esquermes, presso Lilla.
Louis de Belmas, vescovo di Cambrai, concesse il riconoscimento canonico al monastero di Esqurmes il 22 aprile 1827 ed eresse la comunità in congregazione di diritto diocesano il 28 maggio successivo.
A causa della difficoltà delle religiose di dedicarsi all'insegnamento osservando le consuetudini cistercensi, il 26 maggio 1853 il vescovo René-François Régnier diede alle monache delle nuove costituzioni basate sulla regola di san Benedetto e gli insegnamenti di san Bernardo.
Oltre a dedicarsi all'educazione delle pensionanti ospitate nel monastero, le religiose aprirono scuole popolari gratuite.
La prima filiale all'estero fu aperta nel 1883 a Ollignies, in Belgio, e nel 1897 fu aperta una filiale in Inghilterra, a Slough. Quando, nel 1904, le leggi anticongregazioniste causarono la dissoluzione dei monasteri in Francia, le religiose di Esquermes esularono nelle loro case all'estero.
L'istituto ricevette il pontificio decreto di lode il 26 gennaio 1903 e l'approvazione definitiva il 5 aprile 1909. Nel 1937 la Santa Sede approvò le costituzioni rinnovate della congregazione e le bernardine furono definitivamente considerate monache; il 5 aprile 1955 furono riconosciute come autentiche cistercensi.

## Attività e diffusione
Le bernardine uniscono alla vita contemplativa e l'attività di insegnamento.
I monasteri delle cistercensi bernardine d'Esquermes sono in Belgio, Congo, Francia, Giappone e Regno Unito. La casa generalizia è il monastero di Notre-Dame de la Plaine a Saint-André-lez-Lille.
Alla fine del 2011 l'ordine contava 109 religiose in 7 case.